# La última cruz
La última cruz es una telenovela chilena emitida por Canal 13 desde el 15 de julio de 1987 hasta el 1 de enero de 1988. Fue escrita por Arturo Moya Grau y dirigida por Cristián Mason.

## Argumento
Siete cruces de oro, tres historias. La primera de ellas comienza en Villarrica, donde Tania (Soledad Pérez) conoce a una misteriosa mujer embarazada, Camila (Ximena Vidal), que muere sorpresivamente y la deja a cargo de su bebé, entregándole una fina cruz de oro que parece ser la clave sobre la identidad de su niña. También está el tío de la joven Tania, el Loro (Arturo Moya Grau) que hace de las suyas en las praderas, construcciones y pequeñas callecitas típicas del sur de Chile. El Loro y Tania empiezan a investigar sobre la cruz, para encontrar al padre de la bebita que cuidan...
La segunda historia es en el campo, en Alto Jahuel, donde aparece la peculiar profesora Malena Aguirre (Jael Unger) que junto a su fiel perro Argus vive todo tipo de aventuras para salvar a su escuelita rural. La última es en Santiago y allí se desarrolla el misterio, la intriga y lo oculto que rodea a las siete cruces, donde la última de ellas es la más importante.
En Santiago vive una importante familia dueña de una industria, los Zazar, que provocará el conflicto y la lucha entre hermanos; Álvaro (Tennyson Ferrada), Agustín (Jaime Vadell), Alejandro (Walter Kliche), Arsenio (Sergio Urrutia), Antonia (Liliana Ross) y Amador (Exequiel Lavandero), todos ellos con nombres que empiezan con la letra "A". A esto se suma una muerte inesperada de un importante miembro del clan familiar, el hermano mayor Aparicio (Mario Montilles), que deja tras de sí un testamento misteriosísimo que deberá ser descifrado frase por frase para descubrir a quién es el verdadero heredero.
Aquí aparece Kim (Carolina Arregui), una joven que acaba de terminar el colegio y que busca encontrar a su príncipe azul. Ella sostiene una íntima amistad con su primo Junior (Rodrigo Bastidas). Él es una persona llena de vida, que busca sobresalir y ser alguien, pero en el proceso se va dando cuenta de que otras cosas son más importantes en la vida.
Ambos amigos deben enfrentar a su familia, primero porque los quieren casar y ellos no están enamorados y, en segundo lugar, porque pronto se enteran de que al parecer no son primos y que detrás de eso se oculta una misteriosa historia.

## Reparto

### Principales
- Jaime Vadell como Agustín Zazar
- Yael Unger como Malena Aguirre
- Tennyson Ferrada como Álvaro Zazar
- Carolina Arregui como  Kim Zazar
- Patricio Achurra como Abel Zazar
- Soledad Pérez como Tania Redondo
- Mauricio Pesutic como Ramiro
- Sandra Solimano como Julieta
- Luis Wigdorsky como Gastón Parejo
- Liliana Ross como Antonia Zazar
- Arturo Moya Grau como Loromiro 'El Loro' Redondo
- Aníbal Reyna como Andrés Zazar
- Malú Gatica como Sabina Vargas
- Jorge Yáñez como Pedro Manson / Pedro Zazar
- Exequiel Lavandero como Amador Zazar
- Silvana Rossi como Mónica
- María Paz Vial como Amapola Zazar
- Rodrigo Bastidas como Junior Parejo
- Sergio Urrutia como Agapito Zazar / Arsenio Zazar
- Luz Croxatto como Delfina Zazar
- Ximena Vidal como Camila
- Mario Montilles como Aparicio Zazar
- Roberto Poblete como Ulises Anastasio
- María Elena Duvauchelle como Marina
- Ester Mayo como Flora
- Adriano Castillo como Moisés
- Gloria Barrera como Irma
- Roxana Pardo como Cecilia
- Yoya Martínez como Andrea
- Teresa Berríos como Carolina
- Fresia Astica como Carmen

### Recurrentes e invitados especiales
- Walter Kliche como Alejandro Zazar
- Armando Fenoglio como Anastasio Anastasio
- Domingo Tessier como Ricardo Zazar
- Grimanesa Jiménez como Raquel
- Maruja Cifuentes como Agatha
- Mireya Véliz como Emilia, cocinera de Anastasio
- César Arredondo como Darío
- Patricia Irribarra como Graciela
- Adela Calderón como Mina
- Javiera Astaburuaga como Camila
- Jaime Muñoz como Pablo
- Rosita Yelin como Delia.
- Carlos García como Claudio
- Jaime Troncoso como Leonardo
- Jorge Barahona como Humberto.
- Carmen Zepeda como Susana
- César Geisse como Rafael

## Ficha técnica
- Producción: Nené Aguirre
- Dirección de Actores: Eduardo Mujica
- Dirección Segunda Unidad y Edición: Luis Vicente López
- Asistente de Dirección: Claudio Navarro
- Asistente de producción: Danae Gallegos
- Tema Central: La Última Cruz
- Intérprete: Myriam Hernández

## Curiosidades
- Para llevar a cabo la producción fue necesario viajar al sur de Chile, donde Pucón, Temuco y Villarrica son escenarios muy recurrentes en que los personajes se desenvuelven. También se utilizó una escuela rural auténtica (localidad de El Tránsito, comuna de Paine), para que Jael Unger pudiera interpretar su papel de profesora. Las locaciones fueron escogidas personalmente por Arturo Moya Grau, quien oficiaba como una especie de coproductor de sus teleseries.
- Canal 13 buscó al doble del actor Sergio Urrutia para que apareciera en la telenovela interpretando a su padre. Finalmente, se decidió que Urrutia hiciera los dos roles (Agapito y su padre Arsenio). Pero como el concurso ya estaba lanzado por las pantallas y se hizo en el programa "Éxito", el canal mandó al propio Urrutia a concursar. Según la leyenda, el actor salió segundo como su propio doble.[1]
- Con esta teleserie, Arturo Moya Grau tuvo un altercado con los ejecutivos de Canal 13 debido a que le quitaron varias escenas, lo cual le molestó y decidió no volver a escribir más libretos para Chile. De hecho, esta fue su última telenovela producida en Chile.
- Retransmitida desde el 4 de enero hasta el 5 de marzo de 1993 a las 19:00.
- La industria de la familia Zazar era la fábrica de confecciones Eversmart que luego sería Johnson's Clothes.
- Fue la primera teleserie de la actriz Luz Croxatto.
- Fue la última teleserie de la actriz Jael Unger en Canal 13.